# Az Noticias
Az Noticias fue un canal de televisión por suscripción mexicano de ámbito noticioso, propiedad de TV Azteca derivado de la organización Azteca Noticias. Fue lanzado al aire el 27 de septiembre de 2010. El 22 de septiembre de 2014, cambió de nombre a Az Noticias. En 2017 cambió a a+ (A Más) y sus programas de noticias internacional pasó a ADN 40.